# 自由劇場 (演劇運動)
自由劇場（じゆうげきじょう）は、19世紀末にフランスのパリから始まった世界的な演劇運動。

## 概況
自由劇場は、フランスのアンドレ・アントワーヌが自然主義の作家エミール・ゾラの劇を上演するために1887年に創設したものから始まる。フランス・自由劇場はその後ヘンリック・イプセン、ヨハン・アウグスト・ストリンドベリ、ゲアハルト・ハウプトマンらの作品を上演、商業主義を排した会員制の公演であった。
自由劇場はリアリズム演劇の確立に大きな役割を果たし、ドイツ（1889年、Freie Bühne）、イギリス（1891年、独立劇場）、ロシア（1898年、モスクワ芸術座）、日本（1909年、自由劇場）、中国（1921年、民衆戯劇社：1923年、上海戯劇協社）など洋の東西を越えて各国に影響を与え、最初の世界演劇となった。日本の新劇、中国の話劇も、自由劇場の影響下に成立したものである。 
自由劇場は規模から言えば小劇場だったが、今日では小劇場演劇は自由劇場が確立したリアリズム演劇の打倒・破壊をめざす演劇を指す場合が多いため、自由劇場の理念実現を目指す演劇運動を小劇場演劇と区別し自由劇場運動と呼ぶ研究者もいる。